# Oxolinsav
Az oxolinsav (INN: oxolinic acid) húgyúti fertőzések, Gram-negatív baktériumok és a Staphylococcus aureus Gram-pozitív baktérium elleni szer. A baktériumokban gyorsan kialakul a rezisztencia, és viszonylag sok mellékhatása van, ezért mára fluorokinolonokat használnak az oxolinsav helyett.
A VIII. Magyar Gyógyszerkönyvben Acidum oxolinicum    néven hivatalos.  
.
Haltápba vagy (só formájában) a vízbe adva hatásos a halak szinte valamennyi baktériumbetegsége ellen. Alkalmazzák szarvasmarha, sertés és baromfi gyógyítására is.

## Hatásmód
A baktérium DNS-ének replikációjakor a széttekeredés miatt fellépő csavarodási feszültséget a DNS-giráz(en) enzim oldja fel. Ezt az enzimet gátolja az oxolinsav (és a többi kinolon(en).
Az oxolinsavnak ezt a tulajdonságát felhasználják a DNS-spirál széttekeredésének és a replikációs villa kinyílásának vizsgálatára is.

## Ellenjavallatok, mellékhatások
A szer ellenjavallt súlyos vesebetegség, terhesség és szoptatás esetén. Különleges figyelem szükséges vese- és májbetegség, idős kor és erős napfény esetén.
Mellékhatások: vesekő, izomfájdalom, emésztőrendszeri panaszok, anorexia, álmatlanság, idegesség, fényérzékenység, görcsök.
Adagolás: szájon át, naponta kétszer 750 mg.

## Fizikai/kémiai tulajdonságok
Csaknem fehér vagy halványsárga, kristályos por.
Vízben és etanolban gyakorlatilag nem, diklórmetánban alig oldódik. Híg alkálilúgok oldják.

## Készítmények
Nemzetközi forgalomban:
- Aqualinic
- Cistopax
- Desurol
- Dioxacin
- Emyrenil
- Gramurin
- Nidantin
- Oksaren
- Oribiox
- Orthurine
- Ossian
- Oxoboi
- Oxoinex
- Oxolinic
- Pelvis
- Pietil
- Prodoxal
- Prodoxol
- Starner
- Tilvis
- Tiurasin
- Ultibid
- Urilin
- Uritrate
- Uro Alvar
- Urotrate
- Uroxol

Magyarországon már nincs forgalomban. Korábban a Gramurin használatban volt.